# Liste de productions Bally Midway Manufacturing Company
Ne doit pas être confondu avec Liste de productions Bally Manufacturing, Liste de jeux Midway Manufacturing Company, Liste de jeux Midway Games ou Liste de jeux Midway Home Entertainment.
La liste de jeux Bally Midway Manufacturing Company répertorie les productions de la marque Bally Midway que sont les divers jeux d’arcade, les jeux vidéo d’arcade ainsi que les flippers produits par Bally Midway Manufacturing Company. Ces jeux ont été manufacturés de 1981 à 1990 sous la holding de Bally Manufacturing. Sous la holding de WMS Industries, des flippers ont été également produit de 1989 à 1996 sous la marque Bally Midway, des jeux vidéo ont été produits sous la marque Bally Midway jusqu'en 1990.

## Sous l'ère Bally Manufacturing

### Jeu d'arcade
- 10 Pin Deluxe (1984)
- Strikes and Spares (1985)
- Midnight Marauders (1984)
- Ten Pin Champ (1984)

### Flippers électroniques
- Baby Pac-Man (1982)
- Granny And The Gators (1983)
- Beat the Clock (1985)
- Big Bat (1984)
- Black Belt (1986)
- Black Pyramid (1984)
- Blackwater 100 (1988)
- City Slicker (1987)
- Cybernaut (1985)
- Dungeons & Dragons (1987)
- Eight Ball Champ (1985)
- Eight Ball Deluxe (1984)
- Escape From the Lost World (1988)
- Fireball Classic (1985)
- Fireball! Classic (1985)
- Gold Ball (1983)
- Grand Slam (2 joueurs) (1983)
- Grand Slam (4 joueurs) (1983)
- Granny and the Gators (1984)
- Hardbody (1987)
- Heavy Metal Meltdown (1987)
- Hot Shotz (1985)
- Karate Fight (1986)
- Kings of Steel (1984)
- Lady Luck (1986)
- Motordome (1986)
- Mysterian (1984)
- Party Animal (1987)
- Special Force (1986)
- Spy Hunter (1984)
- Strange Science (1986)
- Truck Stop (1988)
- Xs and Os (1984)

### Machine à sous
- E2088 (1983)
- 2nd Chance Draw Poker (1988)

### Jeu vidéo d'arcade
- Blue Print (1982)
- Bump 'n' Jump (1982)
- Burgertime (1982)
- Crater Raider (1984)
- Demolition Derby (1984)
- Discs of Tron (1983)
- Domino Man (1983)
- Earth Friend (1982)
- Galaxy Ranger (1983)
- Journey (1983)
- Jr. Pac-Man (1983)
- Jump Shot (1983)
- Kozmik Krooz'r (1982)
- Lazarian (1981)
- Max RPM (1986)
- NFL Football (1983)
- Pac-Land (1984)
- Pac-Man Plus (1982)
- Power Drive (1987)
- Professor Pac-Man (1983)
- Rampage (1986)
- Rescue Raider (1987)
- Root Beer Tapper (1984)
- Roto (1982)
- Sarge (1985)
- Satan's Hollow (1982)
- Shoot The Bull (1985)
- Soda Pop Tapper (1984)
- Solar Fox (1981)
- Spy Hunter (1983)
- Spy Hunter II (1987)
- Star Guards (1986)
- SWAT (1984)
- Super Pac-Man (1982)
- Tapper (1983)
- The Adventures of Robby Roto (1981)
- Timber (1984)
- Tron (1982)
- Turbo Tag (1985)
- Two Tigers (1984)
- Wacko (1983)
- Wizard of Wor (1981)
- Xenophobe (1987)
- Zwackery (1986)

## Sous l'ère WMS Industries

### Flippers électroniques
- Elvira And The Party Monsters (1989)
- Dr. Dude and His Excellent Ray (1990)
- Game Show (1990)
- Bug's Bunny Birthday Ball (1991)
- Gilligan's Island (1991)
- Harley Davidson (1991)
- Addams Family (1992)
- Judge Dredd (1993)
- Twilight Zone (1993)
- Creature From The Black Lagoon (1993)
- The Shadow  (1994)
- « Corvette » (1994)
- Attack From Mars (1995)
- Safe Cracker (1996)

### Jeu vidéo d'arcade
- Arch Rivals (1989)
- Blasted (1988)
- Pigskin 621 A.D. (1990)
- Tri-Sports (1989)
- Trog (1990)